# Quận Bắc, Đài Nam

Vị trí tại Đài Nam

Quận Bắc (tiếng Trung: 北區; bính âm: Běi Qū, Hán Việt: Bắc khu) là một khu (quận) của thành phố Đài Nam, Trung Hoa Dân Quốc (Đài Loan). Quận có địa hình bằng phẳng và nằm ngay phía nam của đường chí tuyến bắc. Quận Bắc có diện tích 10,4340 km², dân số vào tháng 8 năm 2011 là 132.076 người thuộc 48.557 hộ gia đình, mật độ cư trú là 12658,2 người/km².